# یوناتان فلیتا
یوناتان فلیتا (انگلیسی: Jonatan Fleita؛ زادهٔ ۲۰ ژانویهٔ ۱۹۹۵) بازیکن فوتبال اهل آرژانتین است.